# 11926 Orinoco
A 11926 Orinoco (ideiglenes jelöléssel 1992 YM2) a Naprendszer kisbolygóövében található aszteroida. Eric Walter Elst fedezte fel 1992. december 18-án.